# Heterosphecia tawonoides
Heterosphecia tawonoides is een vlinder uit de familie wespvlinders (Sesiidae), onderfamilie Sesiinae.
Heterosphecia tawonoides is voor het eerst wetenschappelijk beschreven door Kallies in 2003. De soort komt voor in het Oriëntaals gebied.